# Krankenhausmuseum Bielefeld
Das Krankenhausmuseum Bielefeld ist ein medizinhistorisches Museum in der ostwestfälischen Stadt Bielefeld in Nordrhein-Westfalen. Es befindet sich am Klinikum Bielefeld Mitte (neuer Name: Universitätsklinikum OWL) im Dr.-Mildred-Scheel-Park.

## Inhalte
Das Museum widmet sich der Historie des Krankenhauswesens in Bielefeld. Träger ist der gemeinnützige Verein Krankenhausmuseum Bielefeld e. V. Insbesondere die Geschichte des Klinikums Bielefeld Mitte wird in Wort und Bild und mit Requisiten vorgestellt. Das Museum wendet sich an Besucher aller Altersstufen. Das Krankenhausmuseum ist als Kooperationspartner der AG Geschichte und Wissenschaftstheorie der Medizin am Aufbau einer Lehr- und Forschungssammlung zur Medizingeschichte an der Universität Bielefeld beteiligt. Dazu werden historische Objekte aus seinem Bestand für Lehrveranstaltungen zur Verfügung gestellt und Forschungsarbeiten und Exkursionen vor Ort ermöglicht. Im Mittelpunkt der Ausstellung befinden sich die eiserne Lunge sowie der Patient im Krankenbett. Auch persönliche Utensilien und die entsprechende Einrichtung sowie Behandlungs- und Pflegehilfsmittel sind vorhanden. Zu sehen sind Hilfsmittel zur Diagnostik und Therapie, zum Beispiel für Herz-Kreislauf-Untersuchungen, für Injektionen und zur Blutentnahme sowie für mikrobiologische Untersuchungen.
Die 1987 begonnene Sammlung umfasst Anfang 2025 rund 4.500 Objekte. Großgeräte befinden sich in einem Außenlager.

## Ausstellungen

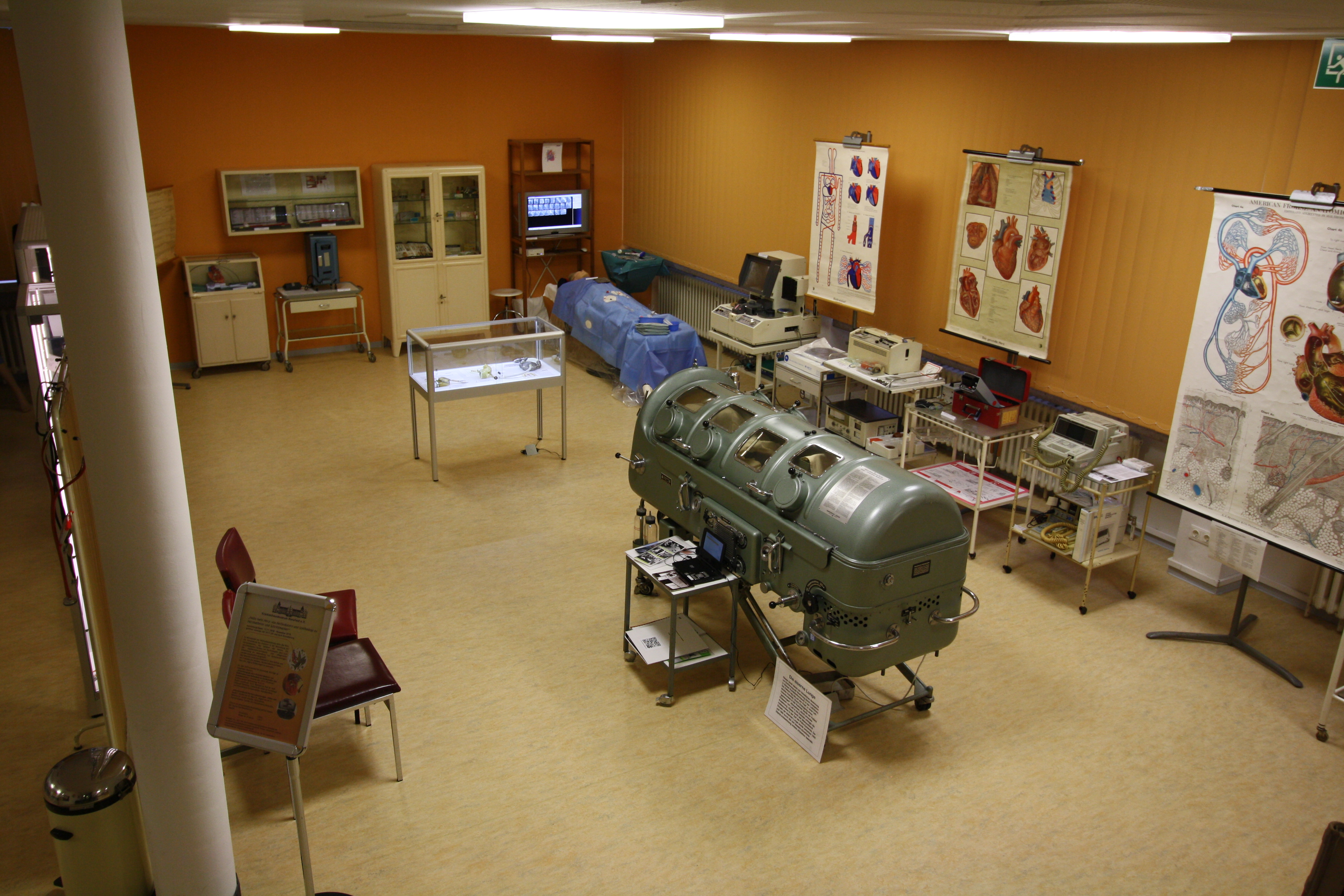
Einblick in die Wechselausstellung des Bielefelder Krankenhausmuseums – Thema: „Hallo mein Herz“. Im Vordergrund die eiserne Lunge

Die erste Wechselausstellung der 2010 eröffneten Einrichtung widmete sich dem „Atmen“: Die Ausstellung umfasste Exponate aus den Bereichen Beatmung und Sauerstoff-Zufuhr, Diagnostik und Therapie bei Atembeschwerden, Inhalationen. Die eiserne Lunge bleibt dabei im Mittelpunkt, auch bei der 2016/17 durchgeführten Ausstellung zum Thema „Körperkultur im Krankenhaus“. Das darauf folgende Thema „Kind im Krankenhaus“ mit den Schwerpunkten Schwangerschaft, Geburt und Säuglingspflege einschließlich Kinderkrankheiten wurde 2018 abgelöst durch die Wechselausstellung zum Thema „Hallo mein Herz – von Heilkräutern und Stethoskop zu Herzkatheter und Schrittmachern“ und 2020 mit einer „Rundfahrt vom Ohr zur Nase in den Hals und zurück – zur Entwicklung der Hals-Nasen-Ohren-Heilkunde“ fortgeführt. Seit dem 13. August 2023 bis voraussichtlich zum 16. August 2026 steht das Krankenhausmuseum unter dem Motto „Augenblick mal - Zur Geschichte der Augenheilkunde“. Die Objekte zu den Sammlungsthemen Körperkultur, Kardiologie, HNO-Heilkunde sowie zur Augenheilkunde finden sich in Museum-digital abgebildet und erklärt.